# Seigneurie d'Aumelas

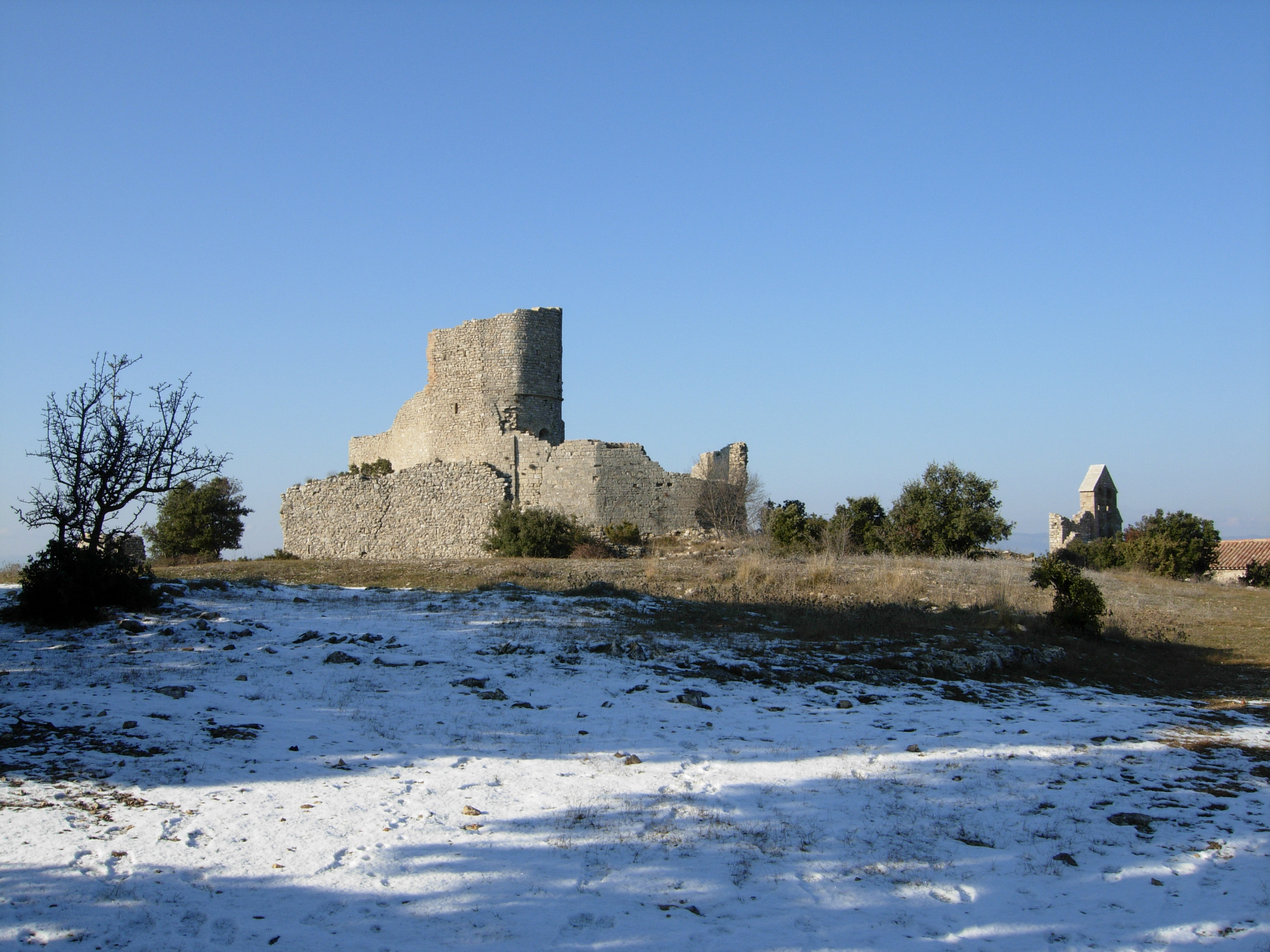
Château et chapelle d'Aumelas

La seigneurie d'Aumelas était une juridiction féodale centrée sur la cité d'Aumelas, près de Montpellier.
Elle était possédée en fief par les vicomtes de Béziers et elle est passée à la vicomté de Carcassonne. Après 1034 le comte Pierre II de Carcassonne a donné en fief la seigneurie à son frère Guilhem I. Il semble qu'elle soit restée en possession des vicomtes de Béziers, et la vicomtesse Ermengarde l'a inféodée à Guilhem V de Montpellier vers 1093.
Guilhem V de Montpellier va en disposer dans son testament en faveur du frère de Guilhem VI, Bernard d'Anduze, de la part de leur mère commune Ermessende, mais en fief des vicomtes de Béziers; ce testament n'entra pas en vigueur puisqu'en 1121 il la lègue à son second fils Guilhem le jeune, connu comme Guilhem d'Aumelas, avec également les villes de Popian, du Pouget et de Montarnaud.

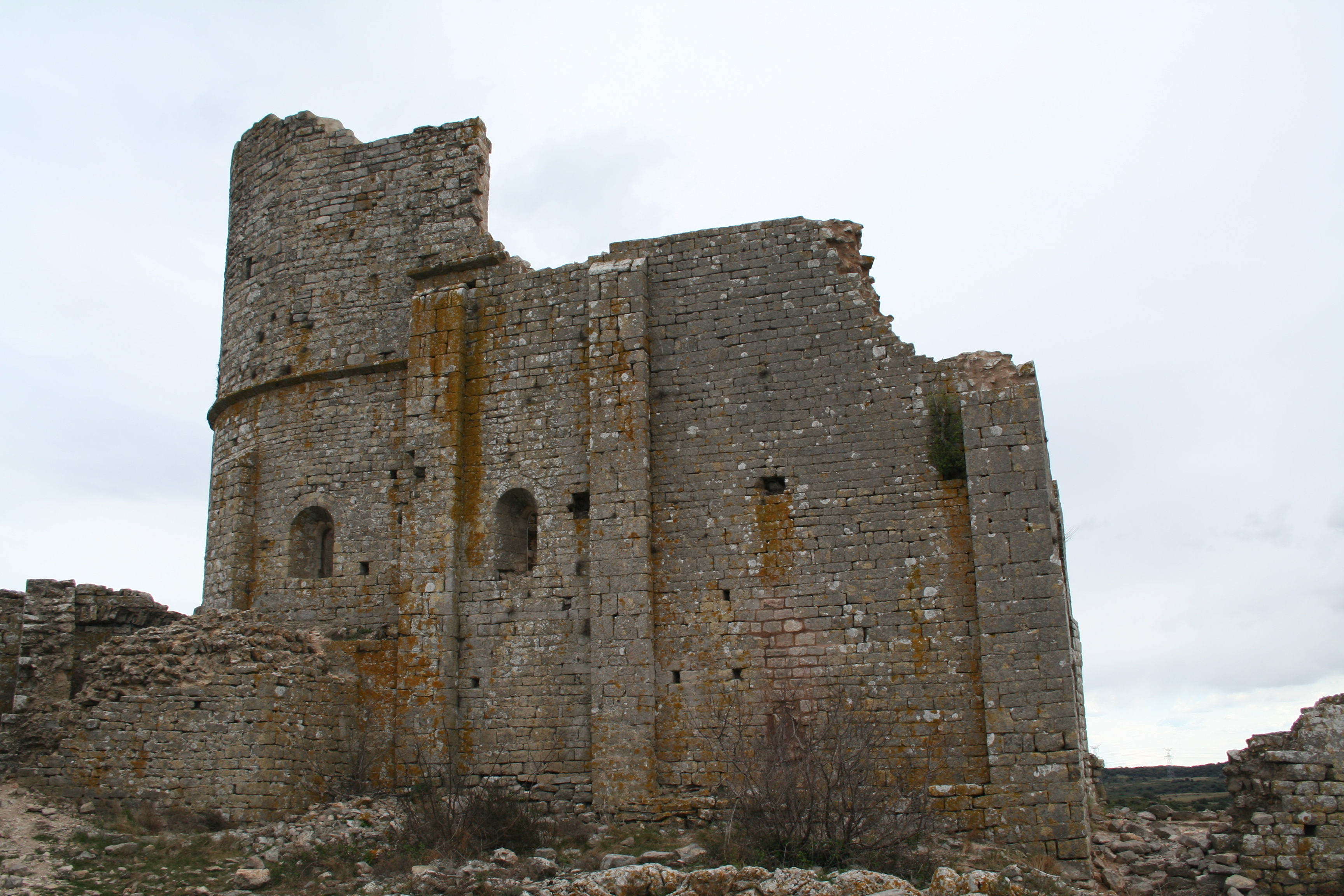
Château d'Aumelas

## Baronnie d'Aumelas
Guilhem le jeune fut protecteur de l'abbaye d'Aniane de Saint-Benoit; il se marie en 1126 avec Tiburge I comtesse héritière du Comté d'Orange (fille du comte Raimbaud II); il effectue un pèlerinage en Terre sainte. Son héritier est son fils Raimbaud III le troubadour, comte d'Orange et baron d'Aumelas. Raimbaud va hypothéquer le domaine à son cousin Guilhem VII de Montpellier en 1168 et après (1171) à son beau-frère Aimar de Murviel, marié avec la sœur de Guilhem appelée Tiburge II. Mais il va mourir sans descendance en 1173, et laisse Aumelas à sa sœur et/ou à son beau-frère et/ou à leurs fils. Un de ces fils, Ramon Aton, en fait donation à Guilhem VIII de Montpellier en 1187 et les filles de Ramon Aton lui vendent également les droits en 1197. Pendant ce temps, le comté d'Orange passe à Tiburge III (décédée en 1184), sœur de Raimbaud III, mariée avec Bertrand des Baux (décédé en 1181), qui va fonder une nouvelle dynastie à Orange (les Baux) qui vont s'appeler princes. Aumelas reste lié à Montpellier, et avec cette seigneurie passe à la Couronne d'Aragon et après à Jacques Ier et à la Couronne de Majorque. 

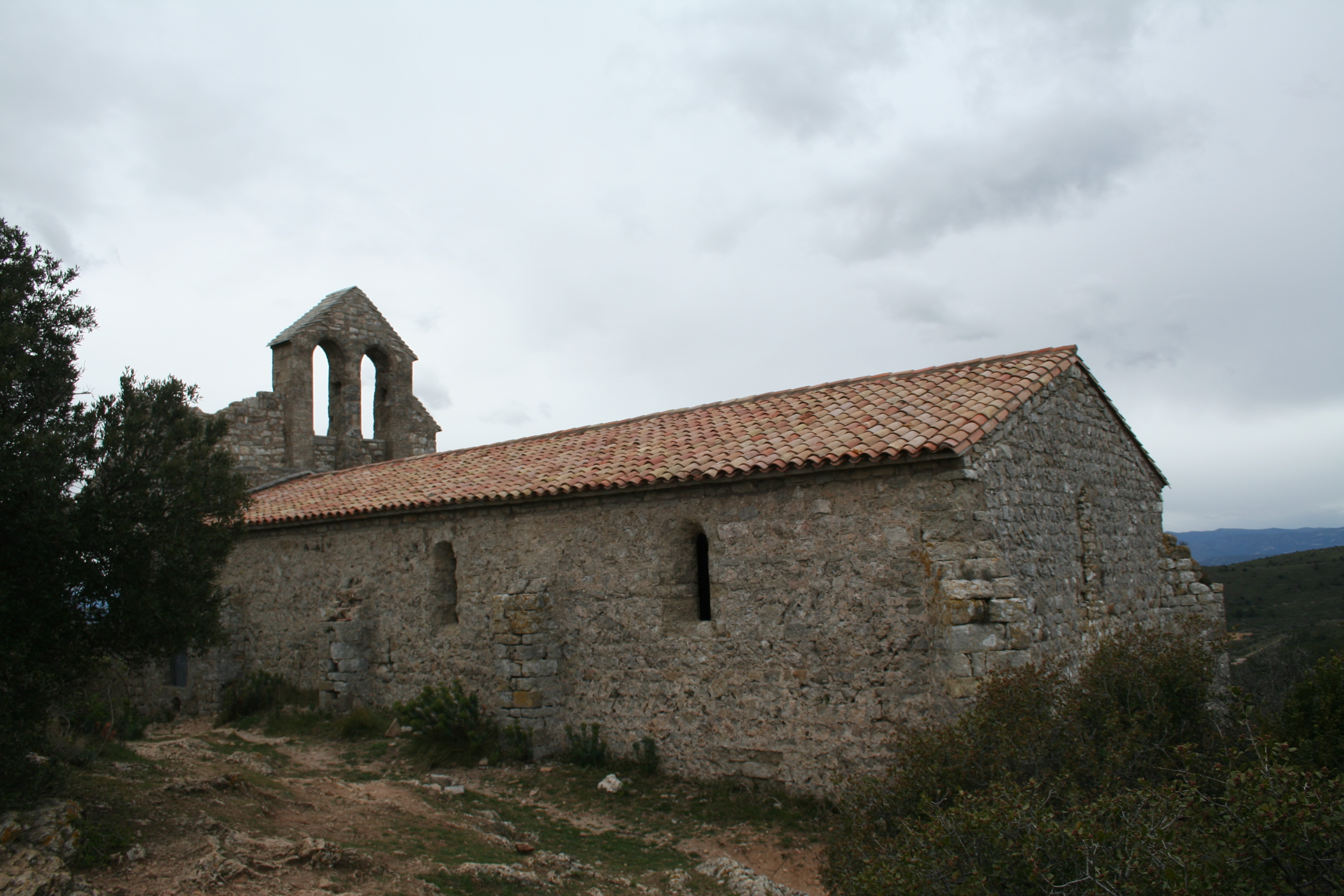
Chapelle castrale.

## Vicomté d'Aumelas
En 1327, la baronnie d'Aumelas commence à être nommée Vicomté d'Aumelas et le roi Jacques III de Majorque la cède en 1330 à son frère Ferran de Majorque. Elle fut occupée par la France en 1341, mais pour peu de temps. En 1344 elle est une des possessions (avec Montpellier et la vicomté de Carlat) de Jacques III de Majorque quand il perd son royaume au profit de Pierre IV d'Aragon. Alors Jacques vend la vicomté, ainsi que Montpellier, au roi de France. Pierre le Cérémonieux y renonce en 1351. 

## Liste des seigneurs
- Guilhem I de Béziers 967-994
- Garsende 994-1034
- Guilhem II (comte de Carcassonne) 1034
- Pierre II de Carcassonne 1034-1035
- Guilhem III 1035-?
- Roger III de Carcassonne 1059-1067
- Raymond II de Carcassonne 1067-1068
- Garsinde, Adelaïde, Ermengarde (comtesses de Carcassonne et Razès) 1068-1069
- Ermengarde  1069-1093
- Guilhem V de Montpellier 1093-1121
- Guilhem V d'Aumelas le jeune 1121-1157[2]

## Liste des barons
- Raimbaut III d'Orange 1157-1168
- hypothéqué à Guilhem VII de Montpellier 1168-1171
- hypothéqué à Aimar de Murviel 1171-1173
- Tiburge II (Tiburge I était l'épouse de Raimbaut I) 1173-?
- Raymond Aton ?-1187
- Guilhem VIII de Montpellier 1187-1202
- Guilhem IX de Montpellier 1202-1204
- Marie de Montpellier 1204-1213
- Jacques Ier d'Aragon 1213-1276
- Jacques II de Majorque 1276-1311
- Sanche de Majorque 1311-1324
- Jacques III de Majorque 1324-1330

## Liste des vicomtes
- Ferran de Majorque 1330-1342/3
- Jacques III de Majorque 1342/3-1349

*1349 Achetée par la couronne de France